# Осака Акіра
Осака Акіра (яп. 大坂昂; нар. 22 травня 1991, префектура Акіта) — японський борець греко-римського стилю, срібний призер чемпіонату Азії.

## Життєпис
Боротьбою почав займатися з 2007 року.
Виступав за борцівський клуб компанії «Mitsubishi Electric». Тренер — Такуя Ота.
Випускник Університету Васеда.

## Спортивні результати на міжнародних змаганнях

### Виступи на Чемпіонатах світу
| Змагання                        | Збірна | Вагова категорія                 | Місце |
| ------------------------------- | ------ | -------------------------------- | ----- |
| Чемпіонат світу з боротьби 2014 | Японія | греко-римська боротьба, до 98 кг | 17    |

### Виступи на Чемпіонатах Азії
| Змагання                       | Збірна | Вагова категорія                 | Місце  |
| ------------------------------ | ------ | -------------------------------- | ------ |
| Чемпіонат Азії з боротьби 2014 | Японія | греко-римська боротьба, до 98 кг | Срібло |

### Виступи на Універсіадах
| Змагання               | Збірна | Вагова категорія                 | Місце |
| ---------------------- | ------ | -------------------------------- | ----- |
| Літня Універсіада 2013 | Японія | греко-римська боротьба, до 96 кг | 18    |

### Виступи на інших змаганнях
| Змагання                                        | Збірна | Вагова категорія                 | Місце |
| ----------------------------------------------- | ------ | -------------------------------- | ----- |
| Чемпіонат світу з боротьби серед студентів 2012 | Японія | греко-римська боротьба, до 96 кг | 12    |
| Гран-прі FILA 2015                              | Японія | греко-римська боротьба, до 98 кг | 24    |

### Виступи на змаганнях молодших вікових груп
| Змагання                                      | Збірна | Вагова категорія                 | Місце |
| --------------------------------------------- | ------ | -------------------------------- | ----- |
| Чемпіонат світу з боротьби серед юніорів 2010 | Японія | греко-римська боротьба, до 96 кг | 13    |
| Чемпіонат Азії з боротьби серед юніорів 2011  | Японія | греко-римська боротьба, до 96 кг | 5     |
| Чемпіонат світу з боротьби серед юніорів 2011 | Японія | греко-римська боротьба, до 96 кг | 17    |